# Eskil Andræ
Sten Eskil Johannes Andræ, född 20 maj 1877 i Linderås socken, död 10 juni 1939 i Stockholm, var en svensk präst. Han var bror till biskop Tor Andræ och farbror till generalmajor Seth Andræ.
Eskil Andræ var son till kyrkoherden Anders Johan Andræ. Efter skolstudier i Västervik blev han student vid Uppsala universitet, avlade filosofie kandidatexamen där 1897 och teoretisk och praktisk teologisk examen 1901. Andræ arbetade 1898–1899 som lärare och blev 1904 föreståndare för Motala samskola. Åren 1909–1913 arbetade han som lärare i Stockholm. Eskil Andræ blev 1910 domkyrkovicepastor i Uppsala, 1911 kyrkoherde i Jönköping och arbetade från 1923 som kyrkoherde i Jakobs församling i Stockholms stift. År 1911 blev han extra ordinarie och 1936 ordinarie hovpredikant. Andræ var under en längre tid ordförande i Stockholms missionsråd och sekreterare i Svenska bibelsällskapet. Eskil Andræ blev främst känd för sina predikningar, han var från 1931 ledamot av Stockholms mindre konsistorium och från 1938 ledamot av kyrkomötet. Han är begravd på Uppsala gamla kyrkogård.